# Bitterblue
«Bitterblue» — восьмий студійний альбом валлійської співачки Бонні Тайлер, випущений 11 листопада 1991 року на лейблі «Hansa Records». «Bitterblue», створений у стилі поп-року, описувався німецьким продюсером та композитором Дітером Боленом як «більш комерційний», ніж попередні альбоми Тайлер. Болен почав працювати зі співачкою на початку 1991 року, він написав і спродюсував кілька пісень для альбому. У «Bitterblue» також представлені композиції Альберта Гаммонда, Ніка Кершоу і Джорджо Мородера.
«Bitterblue» мав змішані оцінки від музичних критиків, пісні отримали схвальні відгуки, тоді як продюсування було розкритиковане. Альбом мав великий успіх у континентальній Європі, де він очолив чарти Австрії та Норвегії. 1992 року він отримав тричі платинову сертифікацію IFPI в Норвегії. До альбому вийшло три сингли, серед яких хіти «Bitterblue» та «Against the Wind».

## Написання і запис
У 1990 році Тайлер підписала контракт з лейблом «Hansa Records». «Bitterblue» став її першим мультипродюсерським альбомом, у його створенні брали участь Дітер Болен, Луїс Родрігес, Рой Біттан, Девід Йорет, Джорджо Мородер і Нік Кершоу. Болен стверджував, що Тайлер неохоче погодилася на запис його пісень, оскільки вважала їх більш комерційними, ніж її попередні роботи. Заголовний трек включає елементи шотландської народної музики, зокрема волинку та акордеон, він був натхненний хітом Рода Стюарта «Rhythm of My Heart».
Надалі Тайлер записала ще два альбоми з Боленом. Своє авторство і продюсування пісень Болен часто підписував під псевдонімами Говард Г'юстон, Стів Бенсон та Дженніфер Блейк. Тайлер стверджувала, що таким чином Болен вирішив замаскувати свою участь, задля уникнення упередженого ставлення радіо-діджеїв до альбому.
«Bitterblue» був записаний в п'яти студіях, розташованих в Німеччині, Великій Британії і США. Дітер Болен, Нік Кершоу, Джорджо Мородер, Девід Йорет займалися записом і продюсуванням пісень власного авторства, а Луїс Родрігес виступив співпродюсером трьох треків. Пісні, написані Альбертом Гаммондом і Даян Воррен, були спродюсовані Роєм Біттаном на студіях «Conway» і «A&M» у Лос-Анджелесі. Пісню «Heaven Is Here» Тайлер записала в дуеті з Мородером, а «Till The End Of Time» — з Деном Гартманом. Обидві пісні були написані Мородером. Тайлер також у співавторстві з Девідом Мадіраном написала текст до пісні «Whenever You Need Me».

## Відгуки критиків
Томаc Мурейка з «AllMusic» оцінив альбом на три з половиною зірки з п'яти, назвавши його «приємною збіркою поп-мелодій». За його словами, співпраця з Джорджо Мородером «[надала] творчості Тайлер сучасного блиску, який обрамляє її вокал у піснях». Мурейка прийшов до висновку, що «Bitterblue» «кращий, ніж більшість поп-записів», але не такий «сильний», як її робота з Джимом Стейнменом і Дезмондом Чайлдом. У рецензії до головного синглу журнал «Billboard» розкритикував продюсування Болена: «бомбезний продакшн, з поривом волинки і хором щебечучих дітей на передньому плані, перекриває характерний хриплуватий голос Тайлер».

## Трек-лист
| #     | Назва                                      | Автор                                  | Продюсер(и)                   | Тривалість |
| ----- | ------------------------------------------ | -------------------------------------- | ----------------------------- | ---------- |
| 1.    | «Bitterblue»                               | Дітер Болен                            | Дітер Болен                   | 3:50       |
| 2.    | «Against the Wind»                         | Дітер Болен                            | Дітер Болен Луїс Родрігес     | 3:59       |
| 3.    | «Careless Heart»                           | Альберт Гаммонд                        | Рой Біттен                    | 4:33       |
| 4.    | «Whenever You Need Me»                     | Девід Йорет Бонні Тайлер Девід Мадіран | Девід Йорет                   | 4:04       |
| 5.    | «Where Were You»                           | Альберт Гаммонд                        | Рой Біттен                    | 5:12       |
| 6.    | «Save Me»                                  | Альберт Гаммонд Даян Воррен            | Рой Біттен                    | 4:09       |
| 7.    | «He's Got a Hold On Me»                    | Нік Кершоу                             | Нік Кершоу                    | 4:15       |
| 8.    | «Keep Your Love Alive»                     | Джорджо Мородер                        | Джорджо Мородер               | 4:24       |
| 9.    | «Tell Me the Truth»                        | Дітер Болен                            | Дітер Болен Луїс Родрігес     | 3:48       |
| 10.   | «Heaven Is Here» (з Джорджо Мородером)     | Джорджо Мородер                        | Джорджо Мородер               | 4:40       |
| 11.   | «Love Is in Love Again»                    | Джорджо Мородер                        | Джорджо Мородер               | 4:40       |
| 12.   | «Till the End of Time» (з Деном Гартменом) | Джорджо Мородер                        | Джорджо Мородер               | 4:03       |
| 13.   | «Too Hot»                                  | Джорджо Мородер                        | Джорджо Мородер               | 3:27       |
| 14.   | «Why»                                      | Дітер Болен                            | Джорджо Мородер Луїс Родрігес | 3:56       |
| 58:40 |                                            |                                        |                               |            |

## Учасники запису
Інформація вказана згідно сайту «AllMusic».
| Технічний персонал - Дітер Болен (як Говард Г'юстон) — запис (1, 13), мікшування (1, 13) - Дітер Болен — запис (2, 9, 14), мікшування (2, 9, 14) - Луїс Родрігес — запис (2, 9, 14), мікшування (2, 9, 14) - Філ Кеффел — інженер і запис (3, 5, 6), мікшування (3, 5, 6) - Девід Йорет — запис (4), мікшування (4) - Стюарт Брюс — запис (7), мікшування (7) - Браян Рівз — інженер (8, 10, 11, 12), мікшування (8, 10, 11, 12) - Джорджо Мородер — мікшування (8, 10, 11, 12) - Томас Сассенбах — арт-директор - Aaron's Outfit — дизайн - Ariola — дизайн - Маркус Амон — фотографування - Джефф Вайсс — фотографування - Девід Аспден — менеджмент | Музиканти - Бонні Тайлер — вокал - Ден Гартман — вокал (12) - Джорджо Мородер — програмування (8, 10, 11, 12), вокал (10) - Рой Біттен — клавішні (3, 5, 6), аранжування (3, 5, 6) - Річард Коттл — клавішні (7) - Нік Кершоу — клавішні (7), програмування (7), гітари (7), аранжування (7) - Скотт Грір — програмування (8, 10, 11, 12) - Джон Пірс — гітари (3, 5, 6) - Ведді Вочтел — гітари (3, 5, 6) - Тім Пірс — акустична гітара (3, 5, 6) - Тедді Кастеллуччі — гітари (8, 10, 11, 12) - Ренді Джексон — бас (3, 6, 6) - Кенні Аронофф — ударні (3, 5, 6) - Гері Гербіг — саксофон (8, 10, 11, 12) - Дітер Болен — аранжування (як Говард Г'юстон у 1, 13), аранжування (2, 9, 14) - Девід Йорет — аранжування (4) - Джекі Челленор — бек-вокал (7) - Міріам Стоклі — бек-вокал (7) - Деббі Макглендон-Сміт — бек-вокал (8, 10, 11, 12) - Джо Піццуло — бек-вокал (8, 10, 11, 12) - Марієтта Вотерс — бек-вокал (8, 10, 11, 12) |

## Чарти
| Чарт (1991)                                               | Позиція |
| --------------------------------------------------------- | ------- |
| Австрія Austrian Albums (Ö3 Austria)                      | 1       |
| Європейський Союз European Top 100 Albums (Music & Media) | 21      |
| Фінляндія Finland Seura/IFPI (Music & Media)              | 6       |
| Німеччина German Albums (Media Control)                   | 22      |
| Норвегія Norwegian Albums (VG-lista)                      | 1       |
| Швеція Swedish Albums (Sverigetopplistan)                 | 22      |
| Швейцарія Swiss Albums (Schweizer Hitparade)              | 21      |

| Чарт (1992)                                               | Позиція |
| --------------------------------------------------------- | ------- |
| Австрія Austrian Albums Chart (Ö3 Austria Top 40)         | 12      |
| Європейський Союз European Top 100 Albums (Music & Media) | 79      |
| Норвегія Norwegian Albums Chart (VG-lista)                | 15      |

## Сертифікації
| Регіон                                                                                          | Сертифікація  | Продажі  |
| ----------------------------------------------------------------------------------------------- | ------------- | -------- |
| Австрія (IFPI Austria)                                                                          | Платиновий    | 50 000*  |
| Німеччина (BVMI)                                                                                | Золотий       | 250 000^ |
| Норвегія (IFPI Norway)                                                                          | 3× Платиновий | 155,000  |
| Швеція (IFPI Sweden)                                                                            | Золотий       | 50 000^  |
| Швейцарія (IFPI Switzerland)                                                                    | Золотий       | 25 000^  |
| *продажі, що базуються лише на сертифікаціях ^відвантаження, що базуються лише на сертифікаціях |               |          |

## Історія релізу
| Країна | Дата              | Формат               | Лейбл | Ref.   |
| ------ | ----------------- | -------------------- | ----- | ------ |
| Європа | 11 листопада 1991 | CD Вінил             | Hansa | [ 22 ] |
| Японія | 21 травня 1992    | CD Вінил             | Hansa |        |
| США    | 24 квітня 2012    | Цифрове завантаження | Rdeg  | [ 23 ] |

## Нагороди
RSH Gold Award
| Рік  | Номіновано | Нагорода                                            | Результат |
| ---- | ---------- | --------------------------------------------------- | --------- |
| 1992 | Bitterblue | Найкраще жіноче виконання, спродюсоване в Німеччині | Перемога  |